# Кастел Балдо (Ређо Емилија)
Кастел Балдо је насеље у Италији у округу Ређо Емилија, региону Емилија-Ромања.
Према процени из 2011. у насељу је живело 55 становника. Насеље се налази на надморској висини од 89 м.